# ディプルマリス・アンタークティカ
ディプルマリス・アンタークティカ（Diplulmaris antarctica）は、ミズクラゲ科に属するクラゲの一種。

## 概要
オレンジ色の胃と細長い足を持ったクラゲで、南極の大陸棚水域に生息している。クリオネなどを触手で捕食する。
同属にDiplulmaris malayensis がおり、こちらも南極に生息している。